# Castillo de Millars
Madremaña, llamada «Matremania» el año 1035, tiene una iglesia parroquial fortificada que data del siglo XII-XIV y conserva restos del recinto medieval amurallado que hacen que haya sido declarada como conjunto histórico-artístico. Dentro del término se encuentra el pueblo de Mijares. Junto a la iglesia de Millars, dedicada a San Acisclo y Santa Victoria, sufragánea de la de San Esteban de Madremaña, está el castillo de Millars, casa señorial que conserva el patio de armas, amplias salas y ventanales góticos del s XV partidos con parteluz.

## Historia
El nombre del lugar de Millars, situado a un kilómetro escaso de Madremaña, tuvo varias denominaciones: «Villa Miliasa» (881), «Milars» (1065), «Mias» y «Milliare» (1279). Según Jaume Marqués Casanovas (profesor del seminario de Gerona y canónigo de la catedral): «el fondo del valle fue antiguamente un lago, el cual fue desecado hacia el siglo X y a partir de entonces fue construido el castillo de defensa y la iglesia dependiente, San Acisclo y Santa Victoria, de la que hay noticias en el año 1387, sobre el modesto templo que se encontraba entonces arruinado. Una tumba al pie del altar mostraba el blasón de los señores de Millás, consistente en campo de oro con banda de Güell acompañada de dos espigas de mijo de su color natural, una a cada lado».
Del 1152 tenemos noticias de un Bernardo de Miars, y noventa años después Berenguer de Miars, de la parroquia de Madremaña, prestó, por razón de diezmo del puesto de Millars, homenaje al prelado gerundense. El castillo (siglo XIV) fue asaltado por remensas en noviembre de 1485, y en 1671 consta llamado el castro de Millas en término parroquial de Matremagna. Fue propiedad de Carlos de Gomar quien se encargó de su restauración hasta el estado actual.

## Arquitectura
La antigüedad del castillo, pues, la tenemos que situar en el siglo XIV. Actualmente conserva el patio de armas, amplios salones y ventanales góticos del siglo XV, partidos en parteluces y capiteles de fina elaboración.

## Iglesia de San Acisclo y Santa Victoria
Fue inicialmente la iglesia del castillo de Millars. A finales del siglo XIV (1387), la documentación la menciona en estado ruinoso. Se supone que era un sencillo edificio de una sola nave construido según las formas lombardas en el siglo XI. Hoy en día conserva elementos románicos junto con modificaciones de época renacentista y moderna.